# Dorothea von Velen
Dorothea von Velen (17 avril 1670 – 21 août 1732), de son nom complet Anna Dorothea Freifrau von Velen née von Ascheberg zu Botzlar est une pionnière de la défense des droits des femmes. Maîtresse de Jean-Guillaume de Neubourg-Wittelsbach, elle parvient à faire abolir la « coverture », doctrine selon laquelle l'existence légale de la femme est suspendue tout le temps du mariage, au Palatinat du Rhin en 1707.

## Biographie
Anna Dorothea Von Ascheberg zu Botzlar naît le 17 avril 1670 dans une famille noble désargentée du duché de Berg.
Dame de compagnie d'Anne-Marie-Louise de Médicis de la Toscane, seconde femme de Jean-Guillaume de Neubourg-Wittelsbach. Elle attire l'attention de ce dernier et devient sa maîtresse.
Elle a permis aux 2 enfants du prince-électeur, Frederika Cunigunde et Mélusine, de survivre à l'enfance, et est reconnu pour avoir été la plus ardente défenseure de la tolérance religieuse à la cour Palatine contemporaine, convaincant Johann Wilhelm de ratifier le Religionsdeklaration de 1705. Dorothea était aussi une partisane des droits des femmes, elle a vainement tenté d'obtenir une loi permettant aux femmes de demander le divorce. Cependant, le prince-électeur a accepté d'abolir la coverture en 1707, améliorant l'image électorale du Palatinat parmi les philosophes du siècle des Lumières tel que Montesquieu. À l'âge de 41 ans, elle est mariée à Otto Alexander von Velen, que le prince-électeur fait bailli de Seltz. Ce fut un mariage heureux, même si Dorothée n'a pas réussi à lui donner des enfants.
Lorsque Johann Wilhelm est mort, en 1716, le nouveau prince-électeur, Charles III Philippe du Palatinat, l'a expulsée de son appartement dans le Palais électoral, considérant qu'elle a entaché la mémoire de son frère. Les nouvelles concernant sa disparition ont scandalisé l'Europe. Les habitants français de Düsseldorf ont spéculé que Dorothea avait l'intention de propager des informations pouvant nuire à la réputation du prince-électeur et qu'il avait pris «les mesures appropriées» pour s'assurer qu'elle ne parlerait pas. Sans aucune explication, elle a refait surface en 1717 à Amsterdam, où elle a publié ses mémoires, Une vie pour la réforme. Les passages détaillant la vie personnelle de Charles III Philippe ont nui à sa réputation ; entre autres choses, elle l'a accusé de participer à des séances de spiritisme, un fait attesté par d'autres dames d'honneur de la cour. Il retira ses indemnités et elle s'enlisa dans les dettes. Sans le sou, elle est morte en 1732 de la dysenterie.